# Arnold Strippel

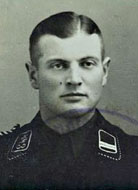
Arnold Strippel

Arnold Georg Strippel (* 2. Juni 1911 in Unshausen; † 1. Mai 1994 in Frankfurt am Main) war ein deutscher Kriegsverbrecher, Massenmörder und SS-Obersturmführer, der in Konzentrationslagern tätig war.

## Lebenslauf
Nach dem Volksschulbesuch vom 6. bis zum 14. Lebensjahr in Unshausen absolvierte Strippel eine dreijährige Ausbildung zum Zimmerer im Baugeschäft seines Onkels, arbeitete anschließend dort als Zimmerergeselle und später in der Landwirtschaft seiner Eltern. Im Mai 1940 heiratete er; aus der Ehe ging mindestens ein Sohn hervor.

## Tätigkeit als KZ-Wachposten und Schutzhaftlagerführer
Im Frühjahr 1934 bewarb sich Strippel aus Interesse am Berufssoldatentum erfolgreich um die Einstellung bei der SS und begann im darauffolgenden Oktober als Wachmann im KZ Sachsenburg seinen Dienst (SS-Nummer 236.290). Zum 1. Mai 1937 trat er der NSDAP bei (Mitgliedsnummer 4.330.442). Seit 1937 war er im KZ Buchenwald eingesetzt, wo er schnell zum Rapportführer aufstieg. Von März bis Oktober 1941 war er als SS-Stabsscharführer im KZ Natzweiler in Frankreich und ab Oktober 1941 als stellvertretender Schutzhaftlagerführer (Beförderung zum SS-Untersturmführer) im KZ Majdanek in Polen tätig. Nach kurzer Tätigkeit im KZ Ravensbrück leitete er ab Juni 1943 das dem KZ Ravensbrück unterstellte KZ-Arbeitslager Karlshagen II im Versuchsserienwerk der Heeresversuchsanstalt Peenemünde (ab 1. Oktober sollte hier die Serienproduktion der V2-Rakete erfolgen) und wurde schließlich ab Oktober 1943 zum Schutzhaftlagerführer des KZ Herzogenbusch in Holland berufen. Danach wurde er an weiteren Stationen eingesetzt und leitete ab Mai 1944 Außenlager des KZ Neuengamme (u. a. in Salzgitter-Drütte), nun im Rang eines SS-Obersturmführers. Von Dezember 1944 bis Anfang Mai 1945 war Strippel in Personalunion Stützpunktleiter aller Hamburger Nebenlager des KZ Neuengamme sowie Leiter des KZ-Außenlagers Hammerbrook.

## Nachkriegszeit
Nach Kriegsende tauchte Strippel unter, versteckte sich zunächst bei einem ehemaligen SS-Angehörigen in der Umgebung von Rendsburg und arbeitete dann später inkognito als Landarbeiter in Hessen. Im Herbst 1948 stellte er sich, nun nicht mehr inkognito, der US Army im Internierungslager Darmstadt und wurde anstandslos mit ordentlichen Papieren entlassen. Mitte Dezember 1948 wurde Strippel von einem ehemaligen Buchenwald-Häftling in der Frankfurter Innenstadt erkannt und daraufhin verhaftet. Nach der Verurteilung zu mehrmaliger lebenslanger Zuchthausstrafe durch das Frankfurter Schwurgericht im Juni 1949 trat Strippel seine Haft in der Justizvollzugsanstalt Butzbach an. In der JVA Butzbach hatte er einen Vorzugsposten im Gefängnislazarett. Nach einem Wiederaufnahmeverfahren wurde das Strafmaß rückwirkend erheblich reduziert. Nach der Haftentlassung am 21. April 1969 erhielt Strippel eine Haftentschädigung von 121.500 DM und arbeitete als Buchhalter in einem Frankfurter Unternehmen. Am 1. Mai 1994 starb er in Frankfurt am Main.

## Verbrechen und Prozesse
Am 31. Mai 1949 begann der Prozess vor dem Frankfurter Schwurgericht und am 1. Juni wurde er wegen gemeinschaftlichen Mordes in 21 Fällen, begangen am 9. November 1939 im KZ Buchenwald, zu 21-mal lebenslang verurteilt. Zudem erhielt er für eine unbestimmte Zahl von schweren Körperverletzungen, ebenfalls im KZ Buchenwald begangen, zusätzlich noch zehn Jahre Haft. Die Erschießung von 21 jüdischen Häftlingen am 9. November 1939 war eine „Vergeltungsmaßnahme“ für das gescheiterte, von Georg Elser durchgeführte Bombenattentat auf Hitler im Münchner Bürgerbräukeller am 8. November 1939. Die Häftlinge wurden auf Anordnung von Lagerkommandant Karl Otto Koch von Strippel ausgesucht und von SS-Männern erschossen. Strippel konnten zudem zahlreiche Misshandlungen an KZ-Häftlingen nachgewiesen werden; so ordnete er unter anderem Prügelstrafen und das berüchtigte Baumbinden an.
Aufgrund eines Wiederaufnahmeverfahrens im Jahre 1967 bezüglich der Misshandlungen von Häftlingen wurde die zehnjährige Haftstrafe für die schweren Körperverletzungen rückwirkend auf fünf Jahre revidiert. Nach Aufhebung des Haftbefehls wurde Strippel am 21. April 1969 aus der JVA Butzbach entlassen. In einem weiteren Wiederaufnahmeprozess bezüglich des Straftatbestandes des gemeinschaftlichen Mordes in 21 Fällen wurde das Urteil zu mehrmaliger lebenslanger Haft 1970 ebenfalls rückwirkend aufgehoben. Strippel wurde nun zu sechs Jahren Zuchthaus verurteilt, die bereits durch die Haftzeit in der JVA Butzbach als verbüßt galten. Zudem erhielt er eine Haftentschädigung von 121.500 DM. Die Frankfurter Richter sahen die Tatbeteiligung zwar als erwiesen an, Strippel selbst aber nur als Gehilfen.
Vor dem Landgericht Düsseldorf begann im November 1975 der dritte Majdanek-Prozess gegen 16 SS-Leute. Strippel soll in dem Konzentrations- und Vernichtungslager Majdanek am 14. Juli 1942 die Tötung von 41 sowjetischen Kriegsgefangenen veranlasst haben. Wegen Beihilfe zum Mord in 41 Fällen wurde er 1981 zu dreieinhalb Jahren Haft verurteilt, die er jedoch nicht antreten musste.
Die Staatsanwaltschaft Frankfurt stellte Anfang der 1980er Jahre das Verfahren zu dem als „Bunkerdrama von Vught“ bekannten Massenmord ein, ohne dass es zu Verurteilungen kam. Am 15. Januar 1944 pressten SS-Männer, unter ihnen Arnold Strippel, im niederländischen KZ Herzogenbusch 74 weibliche Häftlinge in eine 9,5 m² große Zelle. In der benachbarten Zelle wurden nochmals 17 Frauen eingesperrt. Bis zum Morgen des 16. Januars 1944, als die Zellentür geöffnet wurde, starben zehn Frauen den qualvollen Erstickungstod.
Öffentliches Aufsehen erregte bereits kurz nach Kriegsende die Ermordung von 20 jüdischen Kindern im Keller der Schule Bullenhuser Damm in Hamburg-Rothenburgsort in der Nacht vom 20. zum 21. April 1945. Die Kinder im Alter von fünf bis zwölf Jahren, je zur Hälfte Jungen und Mädchen, waren im November 1944 aus dem KZ Auschwitz ins KZ Neuengamme gebracht worden, angefordert von dem KZ-Arzt Kurt Heißmeyer. Die Kinder wurden, nachdem Heißmeyer bereits Menschenversuche an sowjetischen Kriegsgefangenen vorgenommen hatte, mit Tuberkulose infiziert. Es wurden ihnen dann Gewebeproben zur Entwicklung eines Impfstoffs entnommen. Um die Zeugen dieses Verbrechens zu beseitigen, befahl SS-Obergruppenführer Oswald Pohl aus Berlin, die Abteilung Heißmeyer „aufzulösen“. Im Keller der Schule wurde den Kindern angeblich Morphium gespritzt und danach wurden sie – unter Mittäterschaft Arnold Strippels – an Heizungsrohren erhängt. Mit den Kindern wurden auch ihre vier Betreuer und über 20 sowjetische Kriegsgefangene umgebracht. Bereits am 3. Mai 1946 wurden im Neuengamme-Hauptprozess einige Mittäter Strippels, die gefasst werden konnten, zum Tode verurteilt und hingerichtet. Strippel, der in dem auch Curiohaus-Prozess genannten Verfahren ebenfalls belastet wurde, leugnete noch während seiner Haftzeit im Mai 1965 bei Vernehmungen die Tatbeteiligung an diesem Verbrechen. Aus Mangel an Beweisen wurde das Verfahren gegen Arnold Strippel durch die Staatsanwaltschaft Hamburg im Juni 1967 eingestellt. Der zuständige Staatsanwalt Helmut Münzberg sah das Verbrechen als Mord, der „heimtückisch“ und aus „niedrigen Beweggründen“ geschehen sei, nicht aber als „grausam“ an, denn:
„Die Ermittlungen haben nicht mit der erforderlichen Sicherheit ergeben, daß sich die Kinder über Gebühr lange quälen mußten, bevor sie starben. Im Gegenteil spricht manches dafür, daß sämtliche Kinder gleich nach Empfang der ersten Spritze das Bewußtsein verloren und aus diesem Grunde alles weitere, was mit ihnen geschah, nicht wahrgenommen haben. Ihnen ist also über die Vernichtung ihres Lebens hinaus kein weiteres Übel zugefügt worden, sie hatten insbesondere nicht besonders lange seelisch oder körperlich zu leiden.“
Bei den ermordeten sowjetischen Kriegsgefangenen habe es sich nach Staatsanwalt Münzberg „um rechtmäßig zum Tode Verurteilte gehandelt“; die SS habe daher „nicht rechtswidrig gehandelt“.
Gegen eine Veröffentlichung im Stern 1979, in der Strippel der Mittäterschaft an dem Verbrechen beschuldigt wurde, erstritt er ein Ordnungsgeld. Dennoch wurden die diesbezüglichen Ermittlungen gegen Strippel mehrfach wieder aufgenommen und eingestellt. Erst 1983 wies die Hamburger Justizsenatorin die Staatsanwaltschaft an, wieder Anklage zu erheben. Wegen Verhandlungsunfähigkeit wurde das Verfahren gegen Strippel 1987 jedoch endgültig eingestellt.